# Synaemops nigridorsi
Synaemops nigridorsi là một loài nhện trong họ Thomisidae.
Loài này thuộc chi Synaemops. Synaemops nigridorsi được Cândido Firmino de Mello-Leitão miêu tả năm 1929.